# Hässelby ungdomshotell

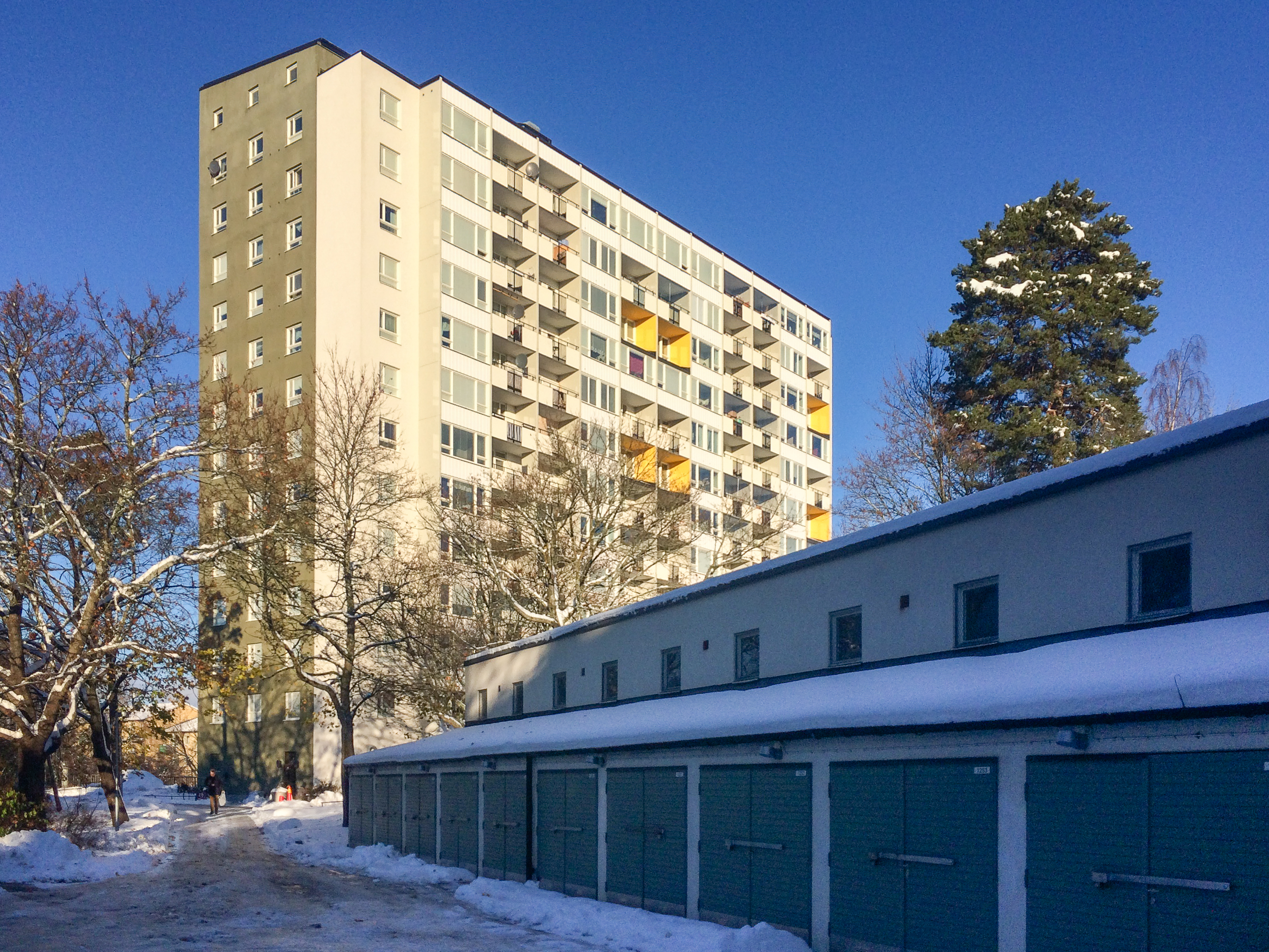
Skivhuset och garaget i november 2016.

Hässelby ungdomshotell är en bostadsanläggning i Hässelby gård i västra Stockholm byggt 1955-1957 efter ritningar av arkitekt Hjalmar Klemming. Fastigheten består av fyra hus som ursprungligen innehöll ungdomsbostäder, pensionärsbostäder, konstateljéer, garage och daghem. Byggherre var det kommunala allmännyttiga bolaget Svenska bostäder som fortfarande äger husen. Idag innehåller husen vanliga hyreslägenheter samt förskola och garage.

## Bebyggelse

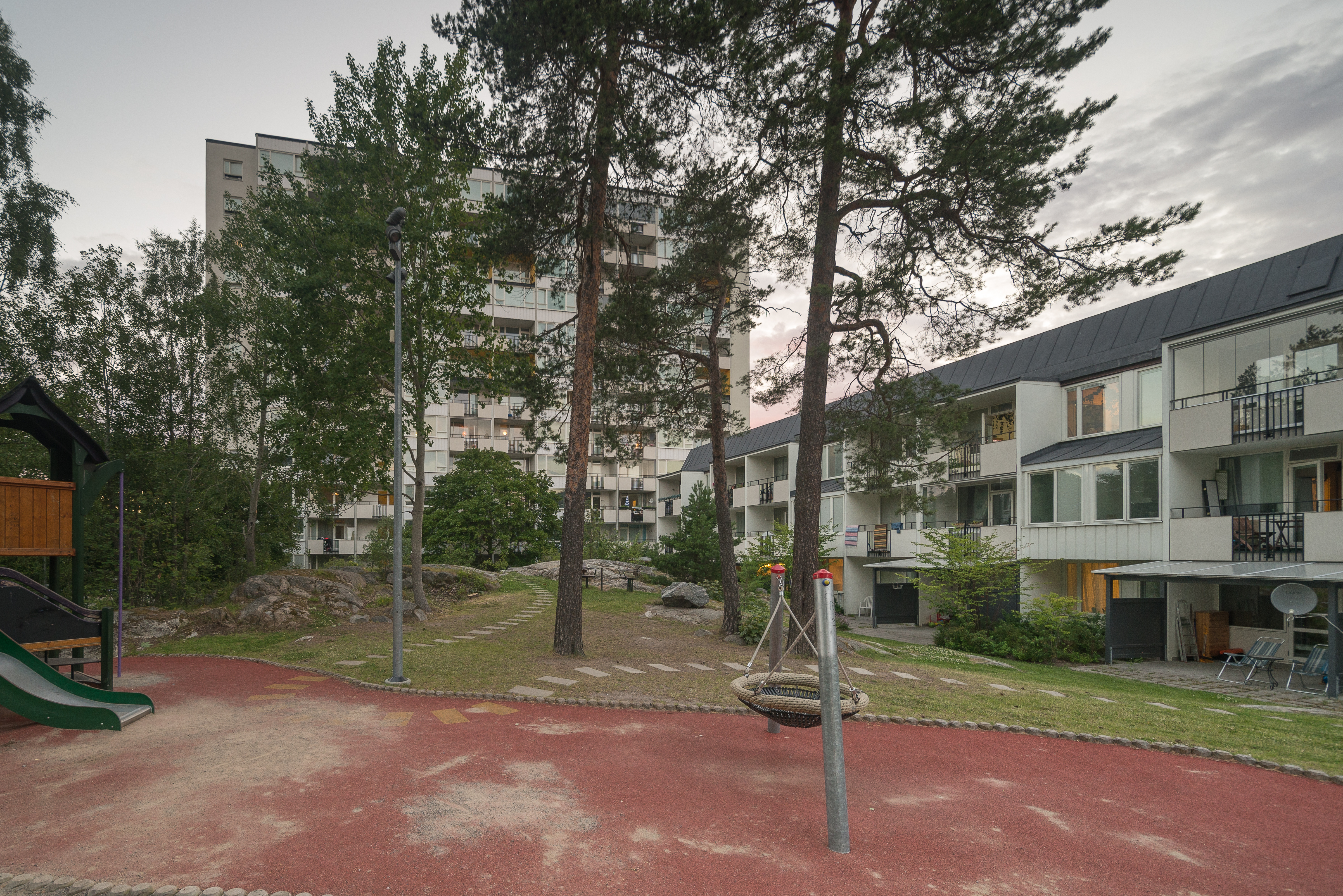
Anläggningens gård med lamellhuset till höger och skivhuset i bakgrunden.

Anläggningen är belägen på en bergig höjd väster om Hässelby gårds centrum och tunnelbanestation. I nordväst finns ett högt skivhus, i nordost ett vinklat lamellhus, i sydost en daghemsbyggnad och i sydväst ett garage. Byggnaderna är placerade runt en öppen kuperad innergård med berg, barr- och lövträd samt lekplatser. Anläggningar omges av flera trappor och terrasseringar med granitmurar, bland annat i öster ned mot Hässelby gårds centrum. Anläggningen invigdes den 21 oktober 1957 av Hjalmar Mehr och innehöll bostäder för 500 personer.
- Skivhuset har 13 våningar samt souterräng- och källarvåning. Huset innehöll ursprungligen ungdomshotellet samt konstnärsateljéer men innehåller idag bara vanliga hyresrätter och tidigare kollektiva utrymmen är ombyggda till bostäder. Fasaderna är gröna och vita med gula detaljer och präglas av balkonger indragna i utskjutande fasadpartier.

- Lamellhuset innehöll ursprungligen pensionärs- och familjelägenheter men är idag vanliga hyresrätter. Mot gården har husen en fasad som påminner om skivhuset medan det mot gatan har en enklare putsfasad. Huset delar entré med skivhuset.

- Daghem i en våning plus souterrängsvåning. Huset har terrasser och uteplatser mot sydost och inrymmer fortfarande en förskola.

- Garagelänga i en våning plus souterrängsvåning.

## Ungdomshotellet

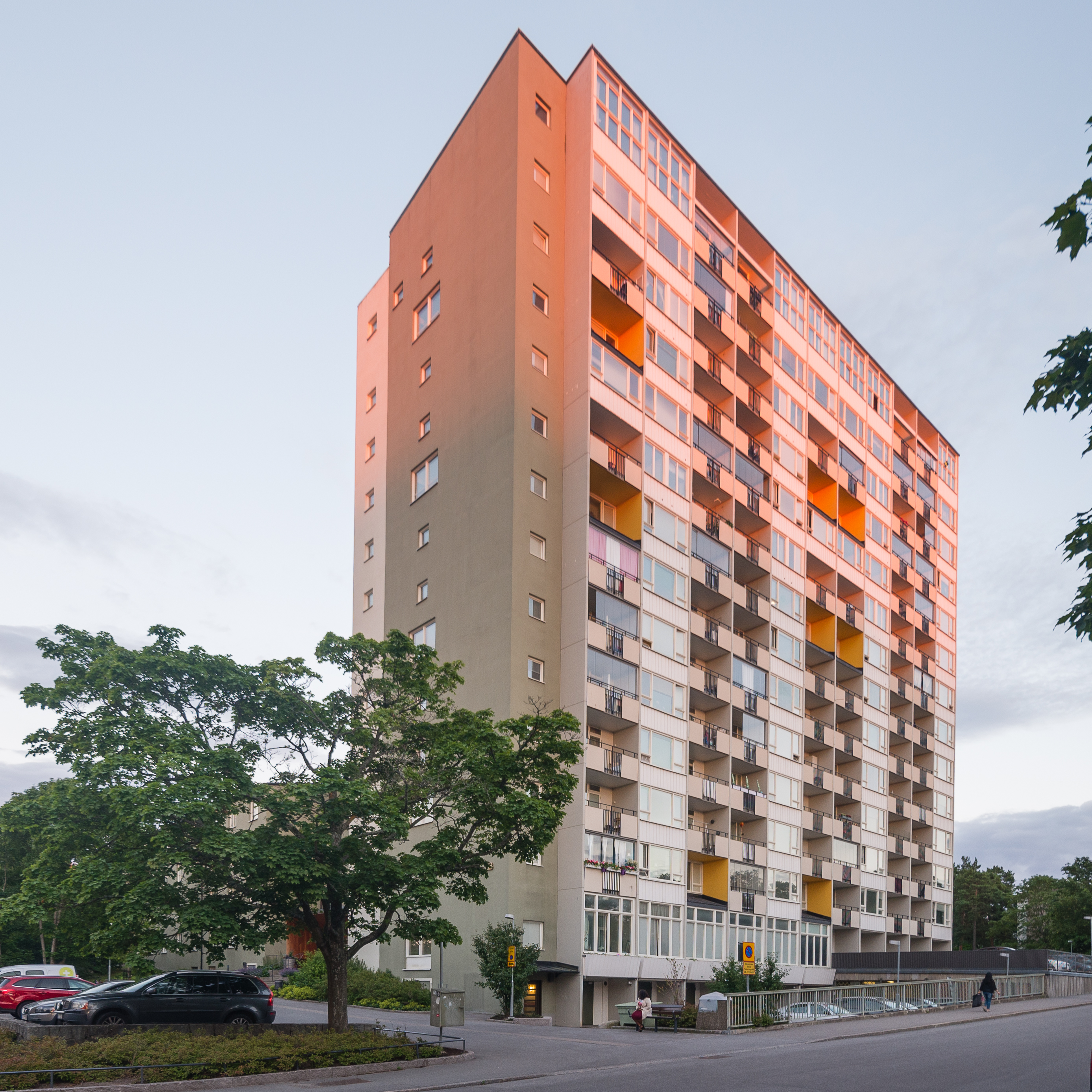
Ungdomshotellets fasad.

I skivhuset nedre del inrymdes ett kollektivboende för ungdomar. Totalt fanns det 70 rum för kvinnliga hyresgäster och 67 för manliga samt 6 dubbletter och fyra dubbelrum. För att få hyra ett rum skulle hyresgästen vara mellan 15 och 21 år gammal och ha ordnad ekonomi. Hyresgästerna fick bo kvar till de var 24 år fyllda. Hyran var 125-160 kronor per månad och då ingick veckostädning, sänglinne, handdukar och linnetvätt. I bottenvåningen fanns restaurangen Fondbersån (döpt efter kvartersnamnet) som ägdes av hyresvärden och där hyresgästerna ursprungligen var tvungna att köpa 20 måltidskuponger varje månad för (totalt) 54 kronor.
För att minska kontakten mellan den kvinnliga och manliga avdelningen stannade bara hissen på var tredje våning (våning 2, 5, 8 och 11) och husets våningar var grupperade om tre. Gemensamma utrymmen fanns på var tredje våning med sällskapsrum, telefonhytter (tre för ankommande och två för utgående samtal), samt kokvrår, med förvaringsfack för varje hyresgäst. I bottenvåningen fanns förutom restaurangen också försäljningsautomater och en reception som även tog emot tvätt, lagade skor och tog emot bud.  Här fanns även gemensamma rum för bad, tvätt och strykning. Ungdomshotellet avvecklades slutligen i början av 1990-talet och huset byggdes om till vanliga hyresrätter 1993.

## Kulturhistoriskt värde
Fastigheten inventerades 2004 som en del av Stockholms stadsmuseums inventering av bebyggelse i ytterstaden. Fastigheten gavs en grön klassificering vilket innebär att fastigheten anses vara särskilt värdefull. Byggnaderna beskrevs som en ovanlig och välbevarad gruppering av byggnader med framåtblickande arkitektur. Höghuset byggdes ursprungligen som ungdomshotell och i lamellhusen fanns pensionärslägenheter. Inom anläggningen finns även en välbevarad daghemsbyggnad. Anläggningens historia ger även ett samhällshistoriskt värde och gestaltningen är ursprunglig och välbevarad. Anläggningen bedöms ha arkitekturhistoriskt såväl som samhälls- och byggnadshistoriskt värde.

## Anläggningen idag
Anläggningen innehåller 2017 totalt 152 lägenheter och 6 lokaler samt 39 parkeringsplatser i garaget och 41 platser utomhus. Lägenheterna är fördelade på 46 enrummare, 58 tvårummare 28 trerummare och 4 fyrarummare. Det finns också 16 lägenhet med fem eller fler rum.

## Bilder

### Exteriör

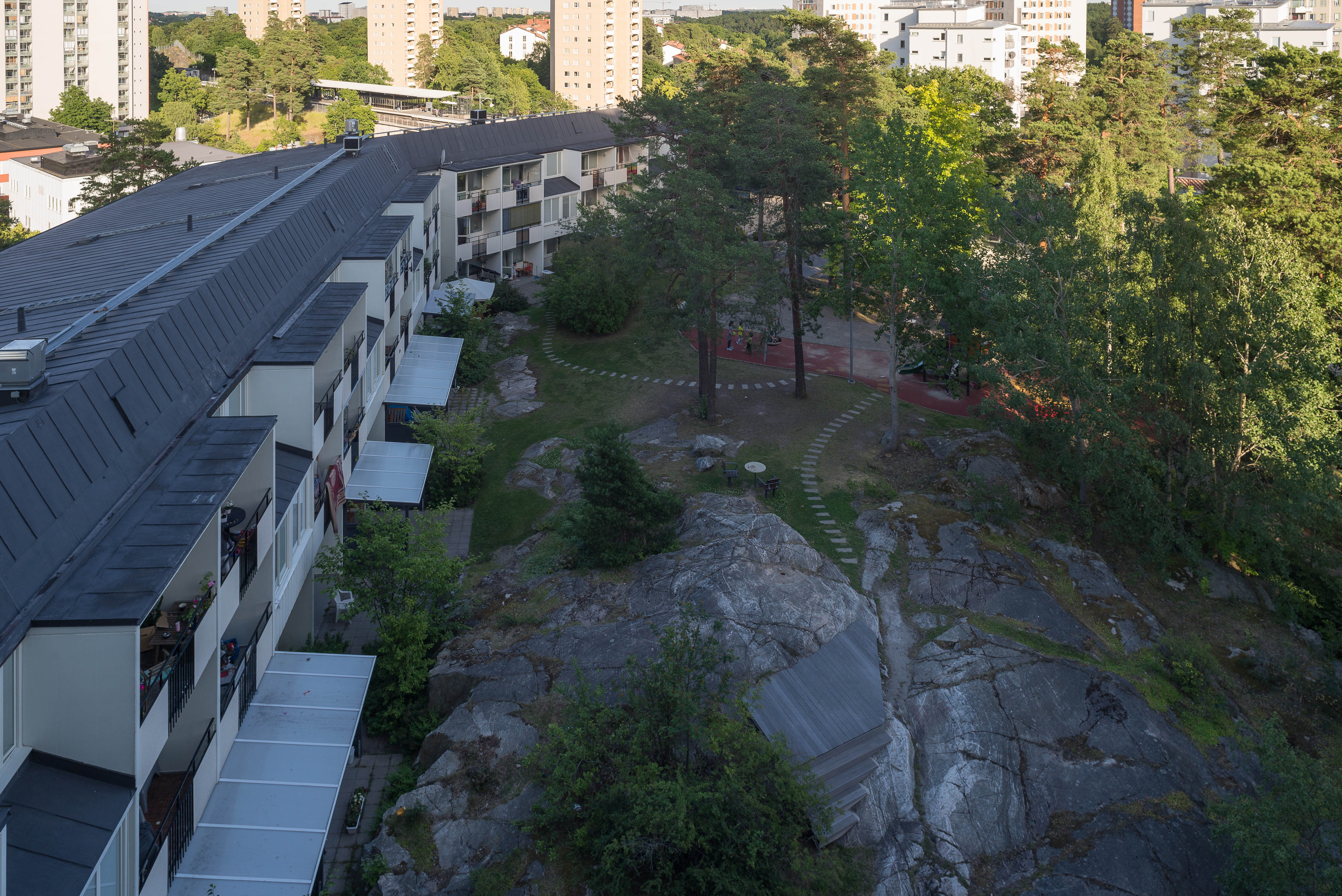
Gården och lamellhuset sett från Skivhuset.
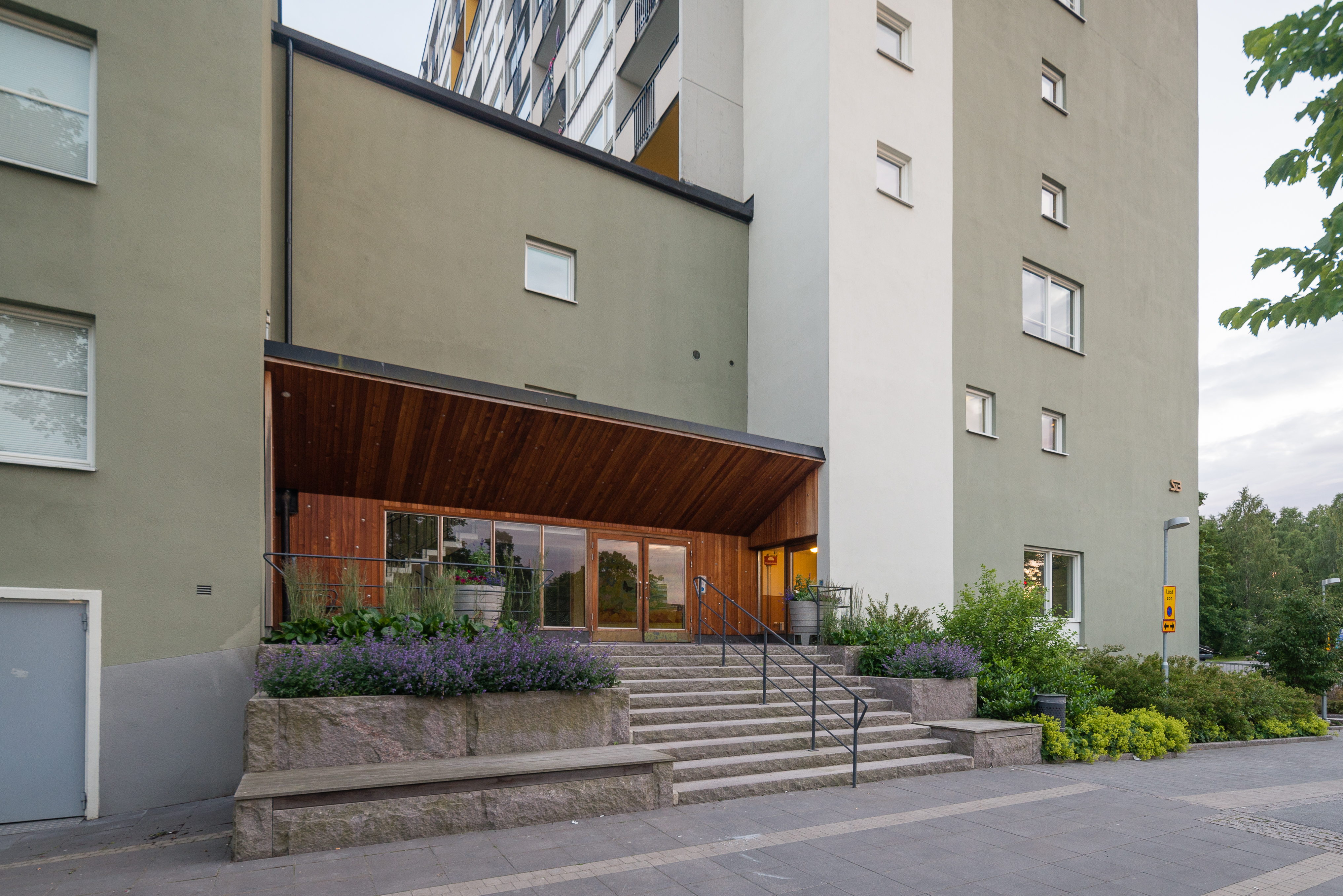
Huvudentrén.
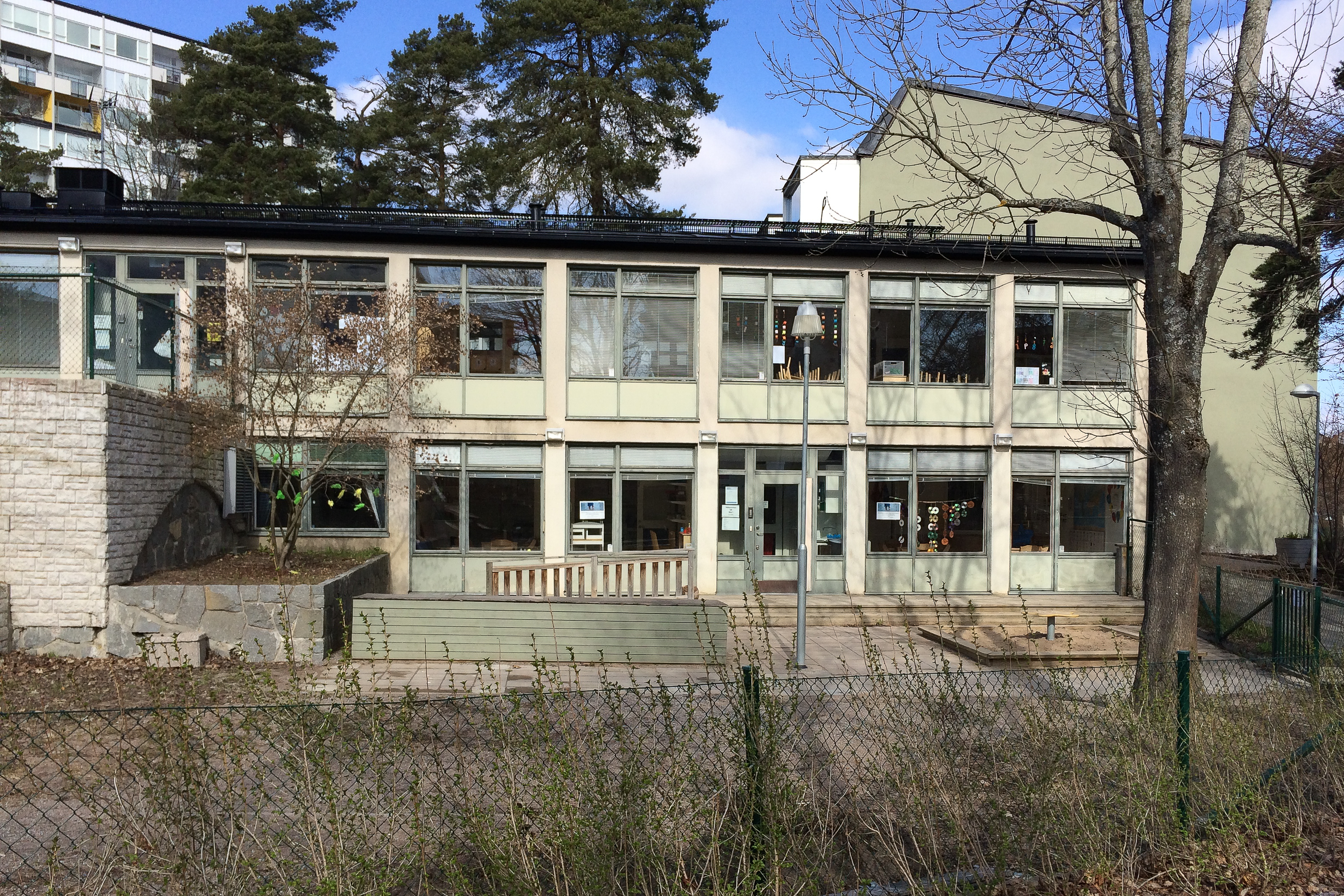
Förskolan.
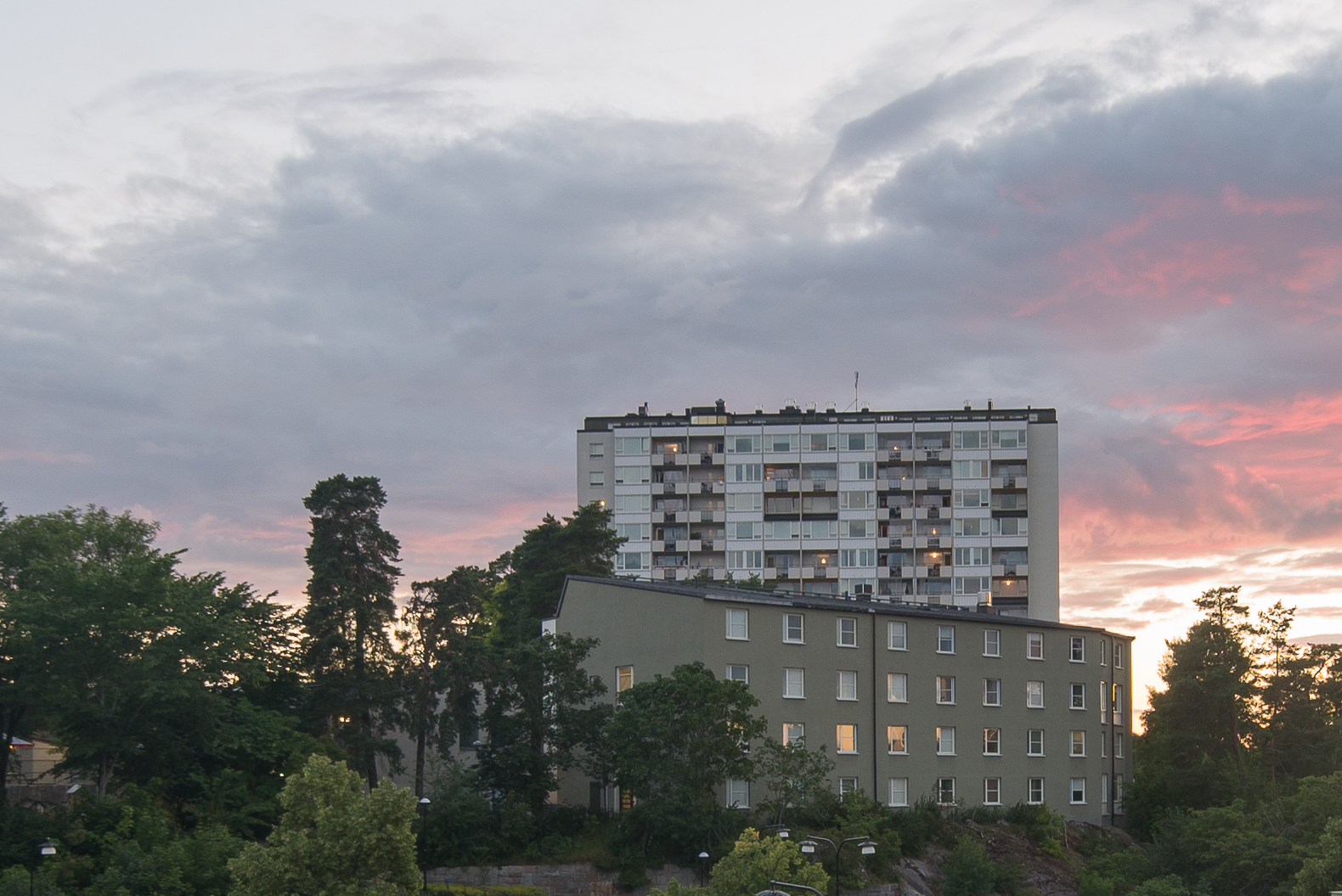
Anläggningen med lamellhuset i förgrunden.

### Interiör

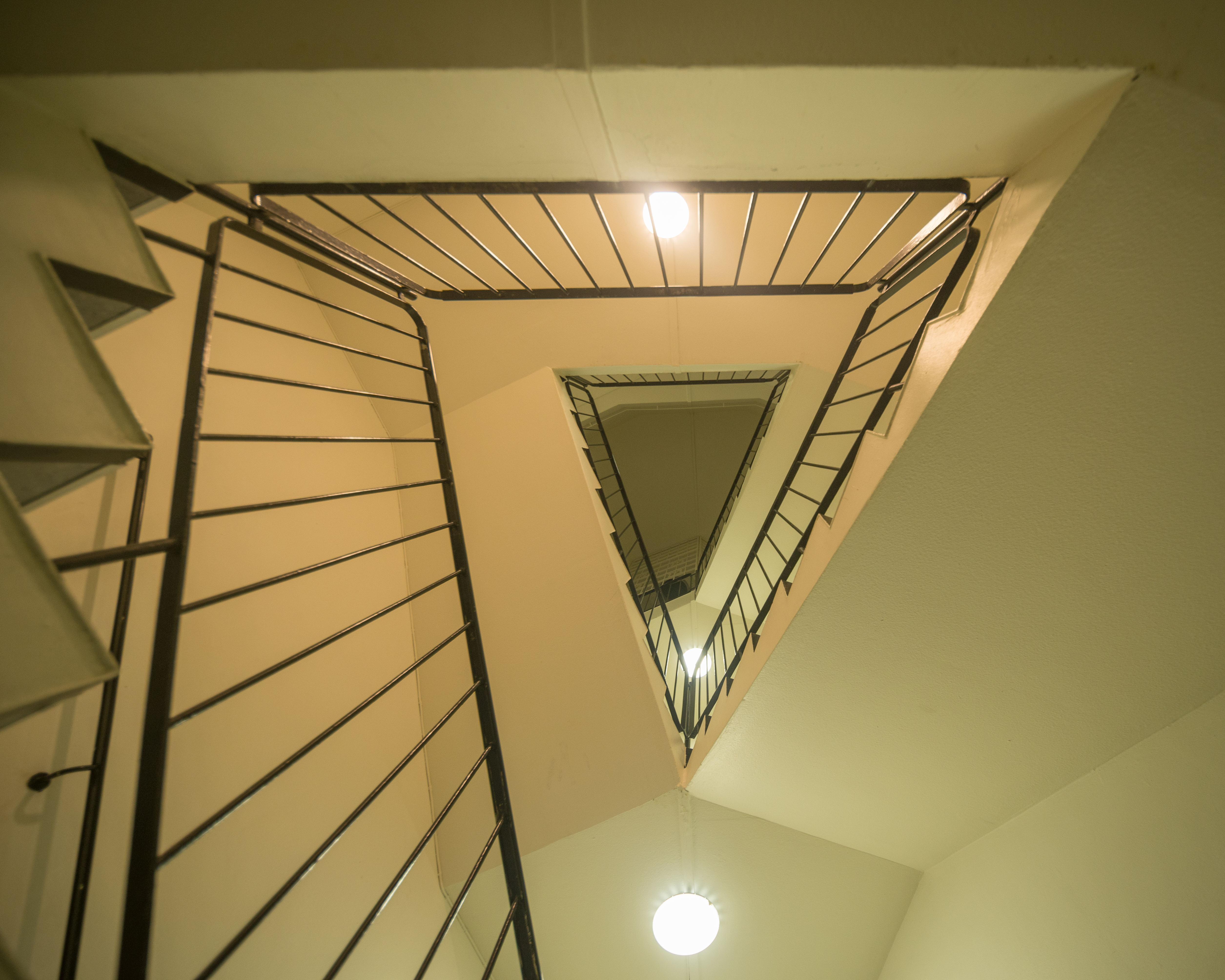
Trapphus i lamellhuset.
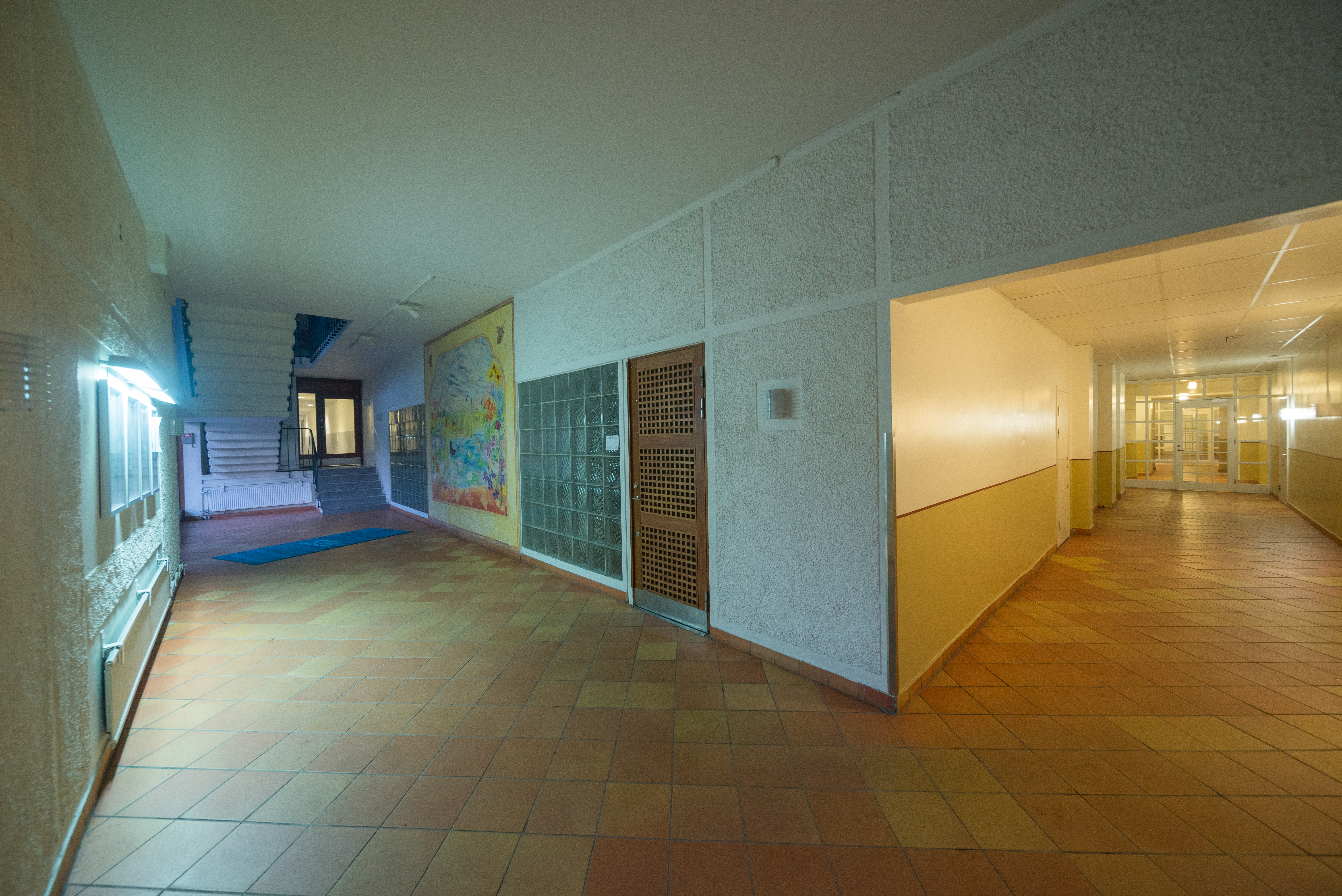
Huvudentré till skivhuset och lamellhuset.
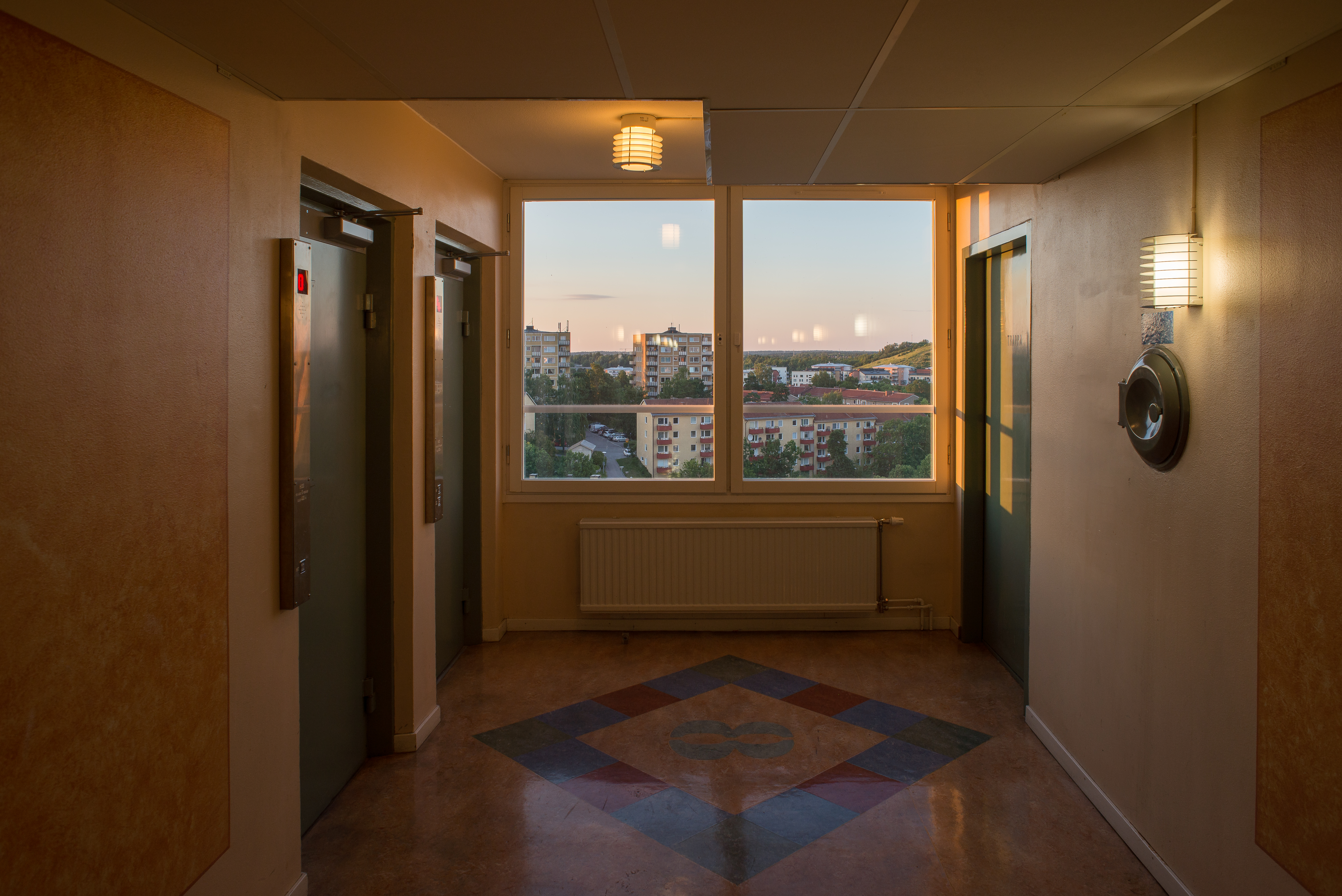
Våningsplan 8 med hissar och dörr till trapphus.
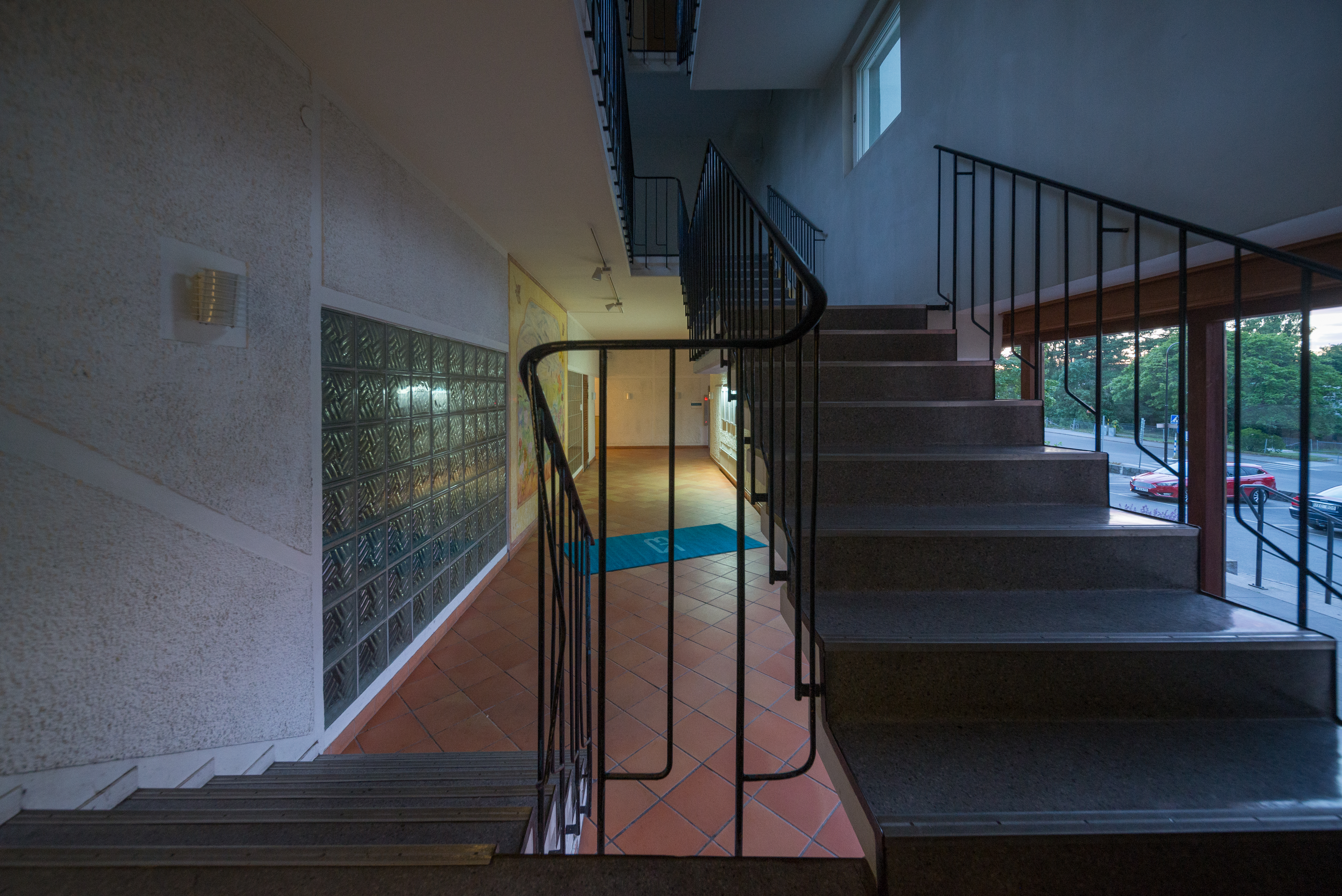
Vy från lamellhuset mot huvudentrén.